# Termorom
Termorom este principalul producător de cazane din România.
Acțiunile Termorom sunt împărțite între AVAS - 42,01%, firma Raal Bistrița - 42,01%, persoane fizice - 15,96%.
În perioada 1990-1995, compania funcționa în baza unor contracte de tip barter (produse contra produse) cu firme din Rusia.
Acestea ofereau energie electrică în schimbul produselor fabricate de Termorom.
În 1994, din cauza neînțelegerilor dintre guvernul român și cel rus, contractul a fost sistat.
Termorom a pierdut astfel o piață care absorbea 80 la suta din producție.
Număr de angajați în 1997: 1.100 de angajați